# Plate
Plate es un municipio situado en el distrito de Ludwigslust-Parchim, en el estado federado de Mecklemburgo-Pomerania Occidental (Alemania), a una altitud de 38 metros. Su población a finales de 2016 era de 3323 habs. y su densidad poblacional, 150 hab/km².

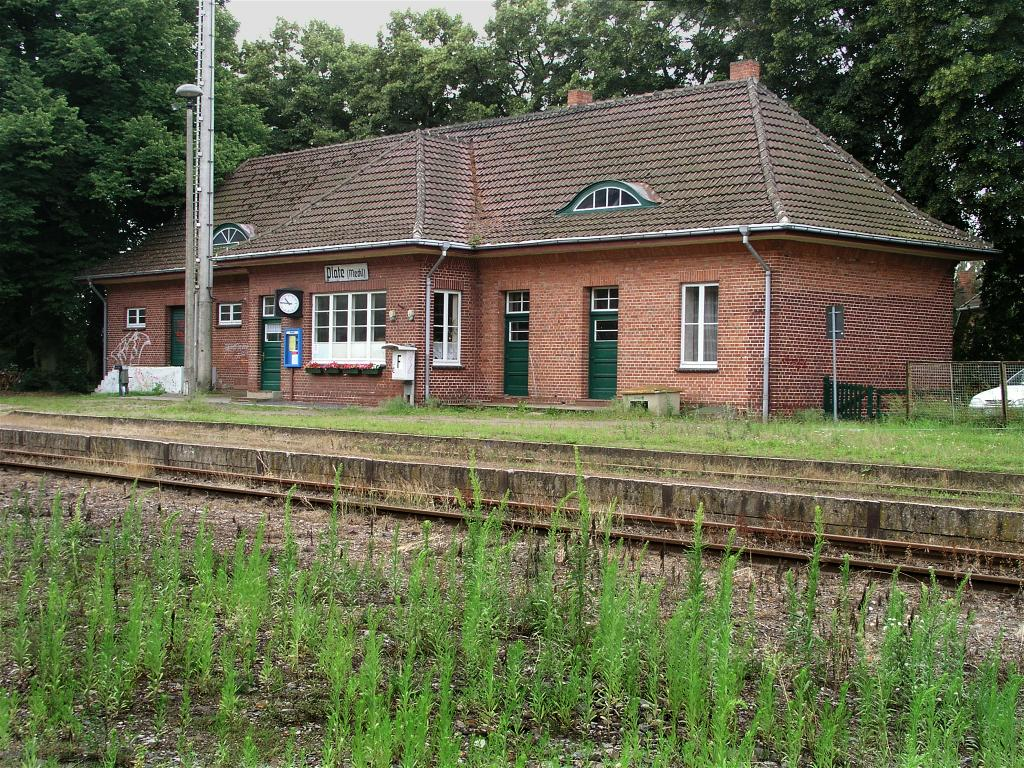
Estación de tren de Plate